# Gliricidia brenningii
Gliricidia brenningii là một loài thực vật có hoa trong họ Đậu. Loài này được (Harms) Lavin miêu tả khoa học đầu tiên.